# 中山火炬高技术产业开发区
中山火炬高技术产业开发区（中山港街道）是中国广东省中山市的一个国家级高新区，行政上属于街道级别，位于中山市东部。成立于1990年，面積90平方公里。本地方言有粤语和闽语。開發區政府駐地為中山港康樂大道31號。
在中山市内通常简称为“火炬开发区”、“火炬区”、“开发区”、“中山港”等，区管委会驻中山港。
按中山市规划，火炬开发区是中山市城区副中心及中山东部一区三镇（火炬区、南朗镇、民众镇、三角镇）中心。

## 國家級園區
- 国家火炬计划中山（临海）装备制造业基地
- 国家健康科技产业基地
- 中国包装印刷生产基地
- 国家高新技术产品出口基地
- 中国电子（中山）基地
- 中国技术市场科技成果产业化（中山）示范基地
- 中国绿色健康食品产业基地

## 歷史沿革
火炬開發區古稱東鄉，位於縣城石岐以東。
明代香山縣設十一個坊都，火炬開發區大部分屬永樂鄉得能都、小部分屬四字都和良都。
清光緒初年，香山縣改都為鎮，得能都與四大都合併稱東鎮。
清宣統二年（1910年），東鎮改為第四區。
1956年，称张家边乡和濠头乡。
1958年，設立張家邊公社。
1966年，改称红旗公社。
1973年，复称张家边公社。
1983年，易名張家邊區公所。
1985年，改稱張家邊鎮。
1986年，劃入中山城區，改稱張家邊區，設中山市人民政府張家邊區辦事處。
1990年3月，由原“国家科委”、广东省人民政府、中山市人民政府共同創辦中山火炬高技術產業開發區，1991年3月經國務院批准正式成立。
1990年11月，經省人民政府批准，从張家邊區劃出面積五平方公里的区域，设置中山港區。
1993年1月，原張家邊區、中山港區、中山火炬高技術產業開發區三區合併，定名中山港區，設中山港區管理委員會。
1995年1月，中山港區正式更名為中山火炬高技術產業開發區，屬國家級高新區，簡稱中山火炬開發區，設中山火炬高技術產業開發區管理委員會至今。

## 行政區劃
中山火炬高技術產業開發區現下轄：張家邊、聯富、六和、城東、海濱、博凱、中山港等七個社區居民委員會。
各社區下轄小區、村列表：(2002年以前轄2個社區居委會、24個村民委員會)
聯富社區居民委員會：联富社区位于中山火炬开发区西部，毗邻东区，面积17平方公里，户籍人口1.4万人，常住人口5万多人。下辖：濠頭村（1-2村、濠三（李家村）、上坡頭村、下坡頭村、員山村），濠四村，沙邊村，泗門村。
城東社區居民委員會：城东社区位于开发区东南部，面积13平方公里，户籍人口8千1百多人，常住人口2万多人。下辖：小隱村，灰爐村，大環村，義學村，海傍村，二洲村（包括三洲、壳涌、滘仔）。
張家邊社區居民委會：张家边社区位于开发区中部，是经济商业活动和文化宣传中心，辖区总面积10平方公里，常住人口1.8万人，流动人口6万人。含張家邊村（1-4村、張家邊五村（頃九村）），窈窕村，江尾頭村。
六和社區居民委員會：六和社区位于中山火炬开发区西南部，面积9.8平方公里，户籍人口8800多人，常住人口2.5万余人。下辖：五星村（白廟、朗尾（朗内、朗外）、上巷、新村），陵崗村，大嶺村，宮花村，西椏村，神涌村。
海濱社區居民委員會：海滨社区位于中山火炬开发区东部，面积22平方公里，户籍人口6800多人，常住人口2.5万余人。下辖：東利村，珊洲村，黎村（包括下岐），茂生村，馬安村。
中山港社區居民委員會：中山港社区位于中山火炬开发区中部，是区党工委、管委会所在地，是开发区的政治、经济和文化中心，东至玉泉路，南至小隐河涌，西至逸仙路，北至横门水道行政交界处，总面积11.98平方公里，户籍人口5100多人，常住人口5万多人。
博凱社區居民委員會：博凯社区位于中山火炬开发区南部，面积8.5平方公里，有凯茵新城、凯茵又一城、永怡聚豪园、保利林语等多个大型封闭式小区，户籍人口1055人，常住人口1万多人。
截至2020年末，中山火炬高技術產業開發區常住人口28.99萬人，户籍人口11.23萬人。

## 文化教育
公办类：
高等教育：中山火炬职业技术学院
高中、职中：中山市濠头中学、中山火炬开发区理工学校
初级中学：中山市濠头中学、中山火炬开发区第一中学
小学：火炬开发区第一小学、火炬开发区第二小学、火炬开发区第三小学、火炬开发区第四小学、火炬开发区第五小学、火炬开发区第六小学、火炬开发区中心小学
民办类学校：广东博文学校、中山市卓雅外国语学校、纪中三鑫双语学校凯茵学校、火炬开发区育英学校、火炬开发区新苗学校等；
其他：区委党校、张企培训学校等。

### 传统文化
本地方言：粤语方言石岐话、沙田话（近顺德话）、闽语系张家边话(得都话/村话)等；本區方言比較複雜，有聚居與交錯雜居等特點。
| 語系                                     | 分布地 | 常住人口                                     | 占全區常住人口比例                          |
| ---------------------------------------- | --- | -------------------------------------------- | ------------------------------------------- |
| 閩語（當地俗稱得都話、村話或張家邊話等） | 張家邊村、江尾頭村、窈窕村、沙邊村、泗門村、西椏村、大環村、義學村、小隱村、二洲村、黎村、珊洲村。 | 23197                                        | 48%                                         |
| 粵語（包括石岐話片和沙田語片）           | 石岐話片有：濠頭村（包括上陂头、下陂头、园山、李家村）、五星村（包括白庙、上巷、新村、朗内、朗外）、陵崗村、大嶺村、神涌村、宮花村。 沙田話片有：濠四村、海傍村、灰爐村、東利村、茂生村、馬安村、張家邊五村（頃九）、張家邊四村8隊（五頃圍）、三洲、殼涌、滘仔、下岐。 | 12215 （石岐話片地區） 8849 （沙田話片地區） | 25.5%（石岐話片地區） 18.5%（沙田話片地區） |
| 客家話                                   | 主要是外來勞工，人口很少，沒有形成特定區域。 | --                                           | 0.3%                                        |
| 普通話                                   | 主要分布在中山港工業區、高科技工業區以及中山口岸附近的住宅區。 | 3709                                         | 7.7%                                        |

特色文化：本区文化具有岭南文化、水乡文化等特点，其中咸水歌、东乡民歌、舞木龙、龙狮、武术等具当地特色。
近年来随着外来人口增多，普通话和粤语（广州话）逐渐成为通用语言，地方文化变得更多元化。

### 文物古迹
沙边碉楼群、濠头郑氏大宗祠、李可宽故居、濠头青云桥、张惠长故居、大环华佗庙、大环红楼、下岐山炮台、三仙娘山炮台、水洲山炮台、中国青年同盟中山支部旧址、濠头荣业堂、五星新村高氏祠堂、张四石桥、濠头濠溪古庙、濠头学校旧址、大岭望月楼、东翘义学、珊洲林氏宗祠等。

## 医疗卫生
中山市火炬开发区医院、中山源田骨科醫院、中山国丹中医院（页面存档备份，存于）、各社区卫生服务站等

## 区内交通
港口：中山港（客运码头、外贸码头）
公路：广澳高速公路（中山城区(东)出入口）、111省道（过境）、中山市城东车站
铁路：广珠城轨（中山站）

## 外部連結
- 中山火炬高技术产业开发区网站

1. ↑  https://stats.zs.gov.cn/zwgk/tjxx/tjnj/content/post_1937766.html